# Вос (коммуна)
Вос (фр. Veauce) — коммуна во Франции, находится в регионе Овернь. Департамент коммуны — Алье. Входит в состав кантона Эбрёй. Округ коммуны — Монлюсон.
Код INSEE коммуны — 03302.

## Население
Население коммуны на 2008 год составляло 41 человек.
| 1962 | 1968 | 1975 | 1982 | 1990 | 1999 | 2008 |
| ---- | ---- | ---- | ---- | ---- | ---- | ---- |
| 45   | 60   | 44   | 36   | 30   | 46   | 41   |

## Экономика
В 2007 году среди 28 человек в трудоспособном возрасте (15—64 лет) 13 были экономически активными, 15 — неактивными (показатель активности — 46,4 %, в 1999 году было 61,5 %). Из 13 активных работали 13 человек (7 мужчин и 6 женщин), безработных не было. Среди 15 неактивных 5 человек были учениками или студентами, 6 — пенсионерами, 4 были неактивными по другим причинам.

## Достопримечательности
- Романская церковь Сент-Круа (XII век)
- Замок Вос (XIV—XV века, расширен в XVII веке)
- Усадьба Нуа (XVI век)